# Grad Harlech

Grad Harlech je v Harlechu, Gwynedd, Wales. Je srednjeveška utrdba, zgrajena na vrhu ostre skale blizu Irskega morja. Zgradil ga je Edvard I. med vdorom v Wales med letoma 1282 in 1289 ter porabil precej denarja (8190 £). V naslednjih nekaj stoletjih je grad igral pomembno vlogo v številnih vojnah, vzdržal obleganje  Madoga ap Llywelyna 1294–95, a padel, ko ga je napadel Owain Glyndŵr leta 1404. Postal je njegovo prebivališče in vojaški štab ob preostanku vstaje, dokler ga niso ponovno zajele angleške sile leta 1409. V 15. stoletju je bil grad v vojni rož sedem let v lasti družine Lancaster. Leta 1468 so jih yorški vojaki prisilili, da se predajo; obleganje je opisano v pesmi Men of Harlech (valižansko Rhyfelgyrch Gwŷr Harlech). Po izbruhu angleške državljanske vojne leta 1642 je bil grad v lasti sil, zvestih Karlu I., ki ga je zadržal do leta 1647, ko je postal zadnja utrdba, ki se je predala parlamentarni vojski. Zdaj ga upravlja Cadw, valižanska vladna zgodovinska in okoljska služba in ga predstavlja kot turistično zanimivost.
UNESCO meni, da je Harlech eden "najlepših gradov poznega 13. stoletja in  začetka vojaške arhitekture 14. stoletja v Evropi", je območje svetovne dediščine.  Utrdba je zgrajena iz lokalnega kamna in koncentrično oblikovana, ima značilno veliko poslopje z vhodnimi vrati, ki je bilo verjetno predvideno za nastanitev grajskega stražnika in za gostujoče dostojanstvenike. Morje je bilo včasih precej bližje Harlechu kot danes, zato so vodna vrata in dolge stopnice vodile navzdol od gradu do nekdanje obale, kar je med obleganjem omogočilo dostop po morju. V primerjavi z drugimi Edvardovi gradovi v severnem Walesu je arhitektura podobna kot v grofiji Savoja v istem obdobju. Verjetno so to vplivi savojskega glavnega arhitekta Jamesa iz Saint Georgea oziroma Jacquesa de Saint-Georges d'Espéranche.

## Zgodovina

### 13.–14. stoletje
V lokalni mitologiji je lega gradu Harlech v severnem Walesu povezana z legendo o Branwen, valižanski princesi, vendar ni nobenih dokazov za prvotno utrdbo, ki naj bi bila tam zgrajena. Kralji Anglije in valižanski knezi so imeli nadzor nad severnim Walesom od 1070-ih. Spori so bili obnovljeni v 13. stoletju. Posledica je bila, da je Edvard I. leta 1282 že drugič posredoval. Napadel je z veliko vojsko, prodiral na sever iz Carmarthena in zahodno od Montgomeryja in Chestra. Angleške sile so napredovale po dolini Conwy in skozi Dolwyddelan in Castell y Bere v Harlech, ki ga je sir Otton de Grandson maja zavzel s 560 pešaki. 
Edvard je odredil gradnjo gradu v Harlechu, ki je bil eden od sedmih v severnem Walesu, kar je bila posledica kampanje leta 1282. Denar za začetno fazo je prišel v sredini maja, tesarji in 35 kamnosekov je začelo delati v juniju in juliju. Do zime 1283 je bilo zgrajenih prvih 4,6 m notranjih sten, ki naj bi grad varovale ob napadu, ob gradu pa je bilo ustanovljeno majhno, načrtovano mesto. Sir John Bonvillars je bil imenovan za stražnika gradu leta 1285. Po njegovi smrti leta 1287 je vlogo prevzela njegova žena Agnes in jo opravljala do 1290.
Gradnja se je nadaljevala pod skupnim vodstvom Jamesa iz Saint Georgea, savojskega arhitekta in vojaškega inženirja. Leta 1286 je na vrhuncu gradnje delovno silo sestavljalo 546 splošnih delavcev, 115 delavcev v kamnolomu, 30 kovačev, 22 tesarjev in 227 kamnosekov. Projekt je stal skoraj 240 £ mesečno. V bistvu je bil grad končan do konca leta 1289, ko je stal predvidoma 8190 £, okoli 10 odstotkov od 80.000 £, ki jih je Edvard porabil za gradnjo gradov v Walesu med letoma 1277 in 1304 (opomba: nemogoče je natančno primerjati srednjeveške in sodobne cene in prihodke. Za primerjavo, 8190 £ je okoli dvanajstkratni letni prihodek barona v tistem obdobju ). 
Harlech je ustanovilo 36 mož: stražnik, 30 moških, od teh 10 lokostrelcev, kaplan, kovač, tesar, klesar in mojster James, ki je bil nagrajen s tem, da je bil stražnik v Harlechu od 1290 do 1293. Leta 1294 je Madog ap Llywelyn začel upor proti angleški nadvladi, ki se je hitro širil po Walesu. Več angleških posesti in mest so porušili, oblegali Harlech skupaj z gradovoma Criccieth in Aberystwyth. Sveže potrebščine so iz Irske pošiljali po morju in so prihajale prek Harlecha skozi vodna vrata. Upor je bil zatrt. Po njem je bila zgrajena dodatna zaščita okoli poti do morja. Nadaljnje delo je bilo opravljeno med letoma 1323 in 1324 po Despenserjevi vojni. Edvarda II. je v regiji ogrožala družina Mortimerja Marcherja. Siru Gruffuldu Llywdu je naložil, da poveča obrambo z dodatnimi stolpi ob poslopju glavnih vrat. 

### 15.–17. stoletje
Leta 1400 je v severnem Walesu izbruhnil upor proti angleški nadvladi, ki ga je vodil Owain Glyndŵr. Leta 1403 je samo nekaj gradov, tudi Harlech, še vedno kljubovalo upornikom, vendar je bil grad slabo opremljen in imel premalo osebja, da bi vzdržal obleganje (imeli so le tri ščite, osem čelad, šest sulic, deset parov rokavic in štiri pištole). Ob koncu leta 1404 je grad dobil Glyndŵr. Štiri leta je imel v njem svojo rezidenco, družinski dom in vojaško poveljstvo. Avgusta 1405 je imel v Harlechu tudi svoj drugi parlament. Leta 1408 so angleške sile pod poveljstvom prihodnjega Henrika V. napadle Harlech in poveljnik Edmund Mortimer je pri obleganju napadel grad s topovi ter verjetno uničil južni in vzhodni del zunanjih sten. Ni mu uspelo zavzeti gradu in Henrik je odgovornost za obleganje prepustil Johnu Talbotu, sam pa se je preselil na grad Aberystwyth. Končno je zavzetje steklo, Mortimer in mnogi njegovi možje so umrli zaradi izčrpanosti. Harlech se je predal februarja 1409.
V 15. stoletju je bil Harlech vpleten v državljanske vojne, znane kot vojna med belo in rdečo rožo, ki so izbruhnile med tekmovalnima družinama Lancaster in York. Leta 1460 je kraljica Margareta Anjou po bitki pri Northamptonu pobegnila z gradu in med letoma 1461 in 1468 je bil v lasti njenih lancastrskih podpornikov pod poveljstvom Dafydda ap Ieuana proti yorškemu Edvardu IV. Zaradi svoje naravne obrambne lege in oskrbni poti po morju je grad ostal, medtem ko so druge utrdbe padle. Sčasoma je postal zadnja večja trdnjava še vedno pod nadzorom Lancastrov. Postal je izhodišče za njihovo delovanje v regiji. Letu 1464 so v njem načrtovali napade, sir Richard Tunstall je napadal iz Harlecha leta 1466, leta 1468 je bil tu Jasper Tudor s francoskimi okrepitvami, pred tem je napadel mesto Denbigh. Tudorjev prihod je izkoristil Edvard IV. in naročil Williamu Herbertu, da mobilizira vojsko, po možnosti do 10.000 mož, da bi končno zavzeli grad. Po enem mesecu obleganja se je 14. avgusta majhna garnizija predala. To obleganje je bilo navdih za pesem Men of Harlech.
Angleška državljanska vojna je izbruhnila leta 1642 med privrženci kralja Karla I. in podporniki parlamenta. Grad očitno po obleganju leta 1468 ni bil popravljen in je bil v zelo slabem stanju, razen poslopja ob vhodnih vratih, ki je bilo uporabljeno za lokalno sodišče. Leta 1644 je princ Rupert imenoval lokalnega rojalista, polkovnika Williama Owna, za stražnika gradu in mu zaupal popravilo utrdbe. Dolgo obleganje se je začelo junija 1646 in je trajalo do 15. marca 1647, ko se je garnizija 44 mož predala generalmajorju Thomasu Myttonu. Grad je bil zadnja celinska kraljevska trdnjava, predana v vojni, in ta datum je zaznamoval konec prvega dela vojne. Grad ni bil več potreben za varnost severnega Walesa. Da bi rojalistom preprečili nadaljnjo uporabo, je parlament odločil, da ga je treba uničiti. Naloga je bila le delno opravljena, vhod s stopniščem je bil uničen in grad je postal neuporaben, vendar ni bil popolnoma porušen. Kamenje z gradu je bilo uporabljeno za gradnjo hiš v lokalnem mestu. 

### 18.–21. stoletje
V poznem 18. in 19. stoletju so slikovite ruševine Harlecha vzbudile zanimanje in pritegnile ugledne umetnike, da so ga obiskali (John Cotman, Henry Gastineau, Paul Sandby, J. M. W. Turner in John Varley). Leta 1914 je zanj skrbel Urad dela (Office of Works), ki je po koncu prve svetovne vojne začel obnovo. Leta 1969 je bil grad prenesen na valižanski urad in nato Cadw, ki zdaj upravlja premoženje in skrbi zanj kot turistično zanimivost. Harlech je bil razglašen za Unescovo svetovno dediščino leta 1986 pod naslovom gradovi in mestno obzidje kralja Edvarda I. v Gwyneddu in obrazložitvijo, da je eden "najlepših primerov vojaške arhitekture v Evropi poznega 13. stoletja in začetka 14. stoletja". 

## Arhitektura
Grad Harlech stoji na delu hribovja Harlech Dome (valižansko Rhinogydd), sklani čeri, visoki skoraj 61 m. Zemljišče pada močno na sever in zahod, ravno odsekana skala ščiti preostale pristope do gradu. Grad ima koncentrično obliko z eno linijo obrambe, ki je zaprta z drugo, in sestavljata notranji in zunanji del; zunanja stena je bila sprva nekoliko višja, kot je danes. Zgrajen je bil iz lokalnega sivo-zelenega peščenjaka, velikih klesanih blokov, ki so bili uporabljeni za stolpe, in nepravilnega materiala, morda vzetega iz jarka, ki se je uporabljal za stene. Mehkejši rumen peščenjak se je uporabljal za dekorativna dela gradu, morda je bil pridobljen iz okoliškega samostana Egryn v bližini Barmoutha.
Dostop do poslopja z glavnim vhodom v grad je bil čez kamniti most med dvema mostnima stolpoma ter čez vzhodni jarek in glavna vrata; nekaj ostankov mostnih stolpov je ohranjenih, lesena vhodna pot do vrat nadomešča most. Vodna vrata gledajo na zaščiteno stopnišče s 127 stopnicami, ki teče navzdol do vznožja pečine. V 13. stoletju je bilo morje bližje stopnic, kar je omogočalo dobavo po morju, danes pa je morje precej umaknjeno, zaradi česar je težje predvideti zasnovo v prvotnem okolju. 
Poslopje z vhodnimi vrati sledi oblikovanju, včasih imenovano po gradu Tonbridge (grad je v mestu z istim imenom, Kent, Anglija), ki je postalo priljubljeno v 13. stoletju, z dvema velikima obrambnima stolpoma "D-oblike", ki sta bila ob vhodu. Prehod v grad je bil varovan s tremi dvižnimi vrati in vsaj dvojnimi težkimi vrati. Poslopje z vhodnimi vrati ima dve zgornji nadstropji, razdeljeni v različne prostore. Vsako nadstropje ima tri velika okna s pogledom na notranje dvorišče; v drugem nadstropju ima dve dodatni veliki okni na straneh vhodnega poslopja. Vhodno poslopje je bilo opremljeno s kamini in imelo prvotno mogočne dimnike. O uporabi teh prostorov so veliko razpravljali. Zgodovinar Arnold Taylor je trdil, da je prvo nadstropje v vhodnem poslopju uporabljal stražnik kot bivalni prostor, drugo nadstropje pa je bilo namenjeno starejšim obiskovalcem; Jeremy Ashbee se s tem ni strinjal in je menil, da je bilo notranje dvorišče namenjeno nastanitvi visokega statusa, vhodno poslopje pa se je uporabljalo za druge namene.
Notranje dvorišče je varovano s štirimi velikimi okroglimi stolpi, ki so jih različno imenovali: leta 1343 so bili v smeri urnega kazalca od severovzhoda Le Prisontour, Turris Ultra Gardinium, Le Wedercoktour in Le Chapeltour, leta 1564 so bili preimenovani v Debtors', Mortimer, Bronwen in Armourer's . Le Prisontour je imel ječo in Le Chapeltour morda artilerijsko delavnico v 16. stoletju. Več različnih stavb je bilo zgrajenih okoli notranjega dvorišča, tudi kapela, kuhinja, servisni prostori, kašča in dvorec. Obzidje je bilo izvirno zgrajeno s trojnimi konicami, podobno kot grad Conwy, čeprav je malo ostankov.
Arhitektura je tesno povezana s savojsko iz istega obdobja. To vključuje polkrožne oboke vrat, slog oken, konzolne stolpe in namestitev strelnih lin in jo običajno pripisujejo vplivu savojskega arhitekta mojstra Jamesa. Povezave med Harlechom in Savojo niso enostavne, saj so bile nekatere savojske prvine dodane po Jamesovem odhodu. Podobnost v arhitekturnih detajlih je lahko posledica sodelovanja savojskih obrtnikov in inženirjev.